# Dwór w Radziszowie
Dwór w Radziszowie – dwór znajdujący się w powiecie krakowskim, w gminie Skawina, w Radziszowie.
Dwór wraz z ogrodem został wpisany do rejestru zabytków nieruchomych województwa małopolskiego.

## Historia
Pałac wzniesiony według projektu Sebastiana Sierakowskiego na pocz. XIX w. zapewne dla Ludwiki (z Dzieduszyckich) i Józefa Szeptyckich. Od 1855 r. właścicielem był Eugeniusz Dzieduszycki (1801—1857) następnie jego córka Helena z Dzieduszyckich Pawlikowska (1837—1918) oraz jej mąż Mieczysław Pawlikowski. W 1890 r. majątek był własnością Wiktorii Dębińskiej a pod koniec lat 20. XX w. Wincentego Schmidta. Dwór, przed I wojną światową został przejęty przez gminę i zamieniony na szkołę.

## Architektura
Budynek późnoklasycystyczny, piętrowy, nakryty czterospadowym dachem. Nie zachował się wsparty na czterech filarach taras od strony ogrodowej, na który prowadziły z dwóch stron schody z półkolistymi podestami i tralkowymi balustradami. Pomieszczenia dolne nakryte zwierciadlanymi sklepieniami. W wyniku wielokrotnych parcelacji majątku, nie zachowało się XIX wieczne założenie parkowo-ogrodowe.